# Liste der Monuments historiques in Michelbach-le-Haut
Die Liste der Monuments historiques in Michelbach-le-Haut führt die Monuments historiques in der französischen Gemeinde Michelbach-le-Haut auf.

## Liste der Objekte
| Bezeichnung                               | Beschreibung                                                                     | Standort                                  | Kennzeichnung | Schutzstatus | Datum | Bild |
| ----------------------------------------- | -------------------------------------------------------------------------------- | ----------------------------------------- | ------------- | ------------ | ----- | ---- |
| Skulptur Heiliger Sebastian               | Holz, farbig gefasst, Anfang des 16. Jahrhunderts                                | in der Kirche St-Jacques-le-Majeur (Lage) | PM68000522    | Classé       | 1989  |      |
| Kruzifix                                  | Holz, farbig gefasst, 18. Jahrhundert                                            | in der Kirche St-Jacques-le-Majeur (Lage) | PM68001131    | Inscrit      | 1988  |      |
| Kanzel                                    | mit einem Relief vom alten Schalldeckel; Eichenholz, Anfang des 18. Jahrhunderts | in der Kirche St-Jacques-le-Majeur (Lage) | PM68001132    | Inscrit      | 1988  |      |
| Prozessionskreuz                          | Holz, farbig gefasst, 18. Jahrhundert                                            | in der Kirche St-Jacques-le-Majeur (Lage) | PM68001130    | Inscrit      | 1988  |      |
| Skulptur Heiliger Apollinaris von Ravenna | Holz, farbig gefasst und vergoldet, 1500                                         | in der Kirche St-Jacques-le-Majeur (Lage) | PM68000244    | Classé       | 1968  |      |
| Montranz                                  | Metall, versilbert oder vergoldet, 19. Jahrhundert                               | in der Kirche St-Jacques-le-Majeur (Lage) | PM68001618    | Inscrit      | 1995  |      |